# Myrmica kryzhanovskii
Myrmica kryzhanovskii är en myrart som beskrevs av Arnol'di 1976. Myrmica kryzhanovskii ingår i släktet rödmyror, och familjen myror. Inga underarter finns listade i Catalogue of Life.